# Algoa
Algoa – szeroka zatoka w południowej Afryce, w Południowej Afryce. Na zachodnim jej brzegu leży miasto Port Elizabeth.